# Aporosa macrophylla
Aporosa macrophylla är en emblikaväxtart som först beskrevs av Louis René Tulasne, och fick sitt nu gällande namn av Johannes Müller Argoviensis. Aporosa macrophylla ingår i släktet Aporosa och familjen emblikaväxter.
Artens utbredningsområde är Burma. Inga underarter finns listade i Catalogue of Life.